# Мерфи, Фрэнк
Уильям Фрэнсис (Фрэнк) Мерфи (13 апреля 1890 — 19 июля 1949) — американский политик и юрист из штата Мичиган.
Служил в качестве первого помощника федерального прокурора США округа Восточный Мичиган (1920—1923), судьи регистрационного суда в Детройте (1923—1930), мэра Детройта (1930—1933), последнего генерал-губернатора Филиппин (1933—1935), Верховного комиссара США на Филиппинах (1935—1936), тридцать пятого губернатора штата Мичиган (1937—1939), генерального прокурора США (1939—1940) и члена Верховного суда США (1940—1949).